# Веніамін Лесбоський
Веніамін Лесбоський (грец. Βενιαμίν Λέσβιος), справжнє ім'я Василіос Георгантіс (1759 або 1762, Пломарі — 1824, Нафпліон) — грецький математик, діяч Новогрецького Просвітництва, член Філікі Етерії і учасник національно-визвольної війни.

## Біографічні відомості
Веніамін Лесбоський народився у Пломарі, другому за значенням та величиною місті острова Лесбос. Його світське ім'я — Василь, син Іоанна Георгантіса. У віці 17 років відправився до брата матері, який був висвячений ченцем та настоятелем на Святій горі Афон. Там розпочав навчання у школі Іоанна Іконому, а наступного року продовжив навчання на Патмосі. 1786 року відправився в Хіос, де також продовжував навчання.
1789 року він повернувся на Афон, а згодом Кідоній (сучасний Айвалик), тепер вже сам викладав у школі Іконому. 1890 року він відправився навчатися за кордон у Пізу і Париж. В Парижі він зустрівся із Адамантіосом Кораїсом та іншими грецькими вченими, і писав статті в часописі «Ерміс о логіос». Після закінчення навчання жив деякий час в Англії.
1799 року він повернувся у Кідоній і знову викладав у школі курси з філософії, математичних, астрономічних знань і експериментів. Завдяки своєму педагогічному таланту швидко здобув високу репутацію, це спричинило цікавість з боку церкви і як результат обвинувачення у безбожжі. Однак продовжував викладати до 1812 року. У тому самому році він відмовився від пропозиції викладати у Патріаршій академії в Константинополі, а 1817 року прийняв пропозицію взяти участь у реорганізації академії в Бухаресті.
Під час свого перебування у Валахії, а саме в Яссах, він вступив у таємне товариство Філікі Етерія. 1820 року він викладав у Євангельській школі Смірни. Із початком Грецької революції прибув до Греції, допомагав збирати боєприпаси для ведення боротьби. Він служив членом Пелопоннеського Сенату, і взяв участь у Перших Національному зборах в Епідаврі 1821 року і Другій Національній Асамблеї в Астросі 1823 року. 1822 року він став членом резиденції Егейського моря. Помер 1824 року в Нафпліоні.

## Основні праці
- Στοιχεία Αριθμητικής
- Γεωμετρίας Ευκλείδου Στοιχεία
- Στοιχεία της Μεταφυσικής
- Στοιχεία Φυσικής
- Στοιχεία Άλγεβρας
- Στοιχεία Ηθικής
- Τριγωνομετρία